# پاول برنز (بازیکن فوتبال)

پاول برنز (انگلیسی: Paul Burns؛ زادهٔ ۱۸ مهٔ ۱۹۸۴) بازیکن فوتبال اهل اسکاتلند است که به عنوان هافبک راست بازی میکند. از جمله تیم هایی که وی در آن بازی کرده است میتوان به تیم فوتبال دانفرملین اتلتیک  اشاره کرد.